# Смушкевич, Яков Владимирович
Я́ков Влади́мирович (Ву́льфович) Смушке́вич (1 [14] апреля 1902, Рокишкис, Ковенская губерния — 28 октября 1941[…], Куйбышев, РСФСР, СССР) — советский военачальник, лётчик, генерал-лейтенант авиации (1940). Дважды Герой Советского Союза (1937, 1939). Начальник ВВС РККА (1939—1940), помощник начальника Генштаба РККА по авиации (1940—1941).
Старший военный советник по авиации испанской республиканской армии в 1937 году. Командующий ВВС РККА в боевых действиях у реки Халхин-Гол (1939), генерал-инспектор ВВС РККА (1941).
Арестован и расстрелян в 1941 году. Посмертно реабилитирован в 1954 году. Первый еврей — Герой Советского Союза. Первый дважды Герой Советского Союза, арестованный и расстрелянный как «враг народа».

## Биография
Яков Смушкевич родился в местечке Ракишки Новоалександровского уезда Ковенской губернии (ныне город Рокишкис на северо-востоке Литвы, административный центр Рокишкского района в Паневежском уезде). По национальности — еврей. Некоторое время посещал начальную школу (хедер). В 1915 году, на начальной стадии 1-й Мировой войны, семья эвакуировалась в Вологодскую губернию Империи.
Яков Смушкевич — активный участник Гражданской войны в РСФСР 1918—1922 гг., воевал на Западном фронте.
В конце 1918 был принят в ВКП(б) и назначен на должность комиссара в 1-м Минском коммунистическом батальоне, который вошёл в состав Западной армии. В боях на Западном фронте Смушкевич был ранен в руку.
В начале 1919 года в боях под Барановичами получил сабельное ранение ноги и был взят в плен польскими войсками. Смушкевичем заинтересовалась польская контрразведка «Двуйка», и его перевели в вильненскую тюрьму «Лукишки», тюремное заключение продлилось тринадцать месяцев. Весной 1920 года ему удалось осуществить побег: спрятавшись в прачечной среди бельевых корзин, он был вывезен с территории тюрьмы.
Вернувшись в расположение частей Красной Армии, был зачислен рядовым бойцом в 144-й стрелковый полк, входивший в бригаду под командованием героя Гражданской войны Яна Фабрициуса. В июле 1920 года, уже в качестве политрука роты, участвовал во взятии Сморгонского укреплённого района. В бою за Пултуск заменил раненого комиссара полка.
В октябре 1922 года переведён на работу в авиацию — на должность организатора партработы 9-й авиаэскадрильи в Смоленске. Освоил в авиачасти лётное дело и стал сам летать, подавая личный пример сослуживцам. С 1923 года на политработе в авиаэскадрилье в Минске.
С февраля 1928 года комиссар 43-й авиаэскадрильи во 2-й авиабригаде, расквартированной в Витебске. С весны 1930 года заместитель начальника политотдела 2-й авиабригады. В ноябре 1931 года стал командиром и комиссаром 2-й авиабригады, вскоре превратив её в одно из образцовых соединений Военно-воздушных сил РККА.
К 1932 году окончил Качинскую военную школу лётчиков.
28 ноября 1935 года присвоено воинское звание комбриг.
С ноября 1936 года по 17 июня 1937 года Смушкевич («испанский» псевдоним — Генерал Дуглас) в рядах советских добровольцев принял участие в гражданской войне в Испании на стороне республиканского правительства — старшим военным советником по авиации, руководителем противовоздушной обороны Мадрида. Иногда, несмотря на статус, лично вылетал на задание. Грамотно организовал систему ПВО Мадрида, резко снизив эффективность бомбардировок города.
20 июня 1937 года присвоено воинское звание комкор, минуя звание комдив.
За проявленные мужество и героизм при выполнении интернационального долга комкор Яков Владимирович Смушкевич 21 июня 1937 года был удостоен звания Героя Советского Союза.
По возвращении из Испании в 1937 году окончил курсы усовершенствования начальствующего состава при Военной академии РККА имени М. В. Фрунзе и в том же году вступил в должность заместителя начальника Управления ВВС РККА Александра Локтионова.
В апреле 1938 года получил тяжёлые травмы в аварии при облёте нового бомбардировщика Р-10 при подготовке к первомайскому параду в Москве. Несколько месяцев лечился. С тех пор больные ноги периодически давали о себе знать.
В 1938 году в № 4 журнала «Большевик» опубликована его статья «Авиация в предстоящей войне». В ней он посчитал главным для ВВС — своевременно поднятая в воздух авиация, сосредоточение командования всеми вооружёнными силами в одних руках. 7 октября 1938 года утверждён членом Военного совета при народном комиссаре обороны СССР.
В декабре 1938 года Л. З. Мехлис в письме на имя И. В. Сталина, К. Е. Ворошилова и Н. И. Ежова требовал снятия Я. М. Смушкевича с должности и передачи его дела в НКВД. Тогда с его докладом не согласились.
В мае — августе 1939 года во время советско-японского конфликта на реке Халхин-Гол в Монголии командовал авиацией 1-й армейской группы. Преимущество японской авиации в майских и июньских боях удалось ликвидировать, в том числе профессиональным руководством Смушкевича.
Маршал Г. К. Жуков, командовавший тогда всей 1-й армейской группой, позже вспоминал:

«Часто я вспоминаю с солдатской благодарностью замечательных лётчиков ❬…❭. Командир этой группы Я. В. Смушкевич был великолепный организатор, отлично знавший боевую лётную технику и в совершенстве владеющий лётным мастерством. Он был исключительно скромный человек, прекрасный начальник и принципиальный коммунист. Его искренне любили все лётчики».
В сентябре 1939 года Смушкевич был назначен на должность начальника ВВС Киевского Особого военного округа. Принимал участие в сентябрьском походе РККА в Западную Украину как командующий ВВС Украинского фронта.
Указом Президиума Верховного Совета СССР от 17 ноября 1939 года за мужество и отвагу в боях с японскими захватчиками на реке Халхин-Гол комкор Яков Владимирович Смушкевич награждён второй медалью «Золотая Звезда». Правительство Монголии наградило его орденом Боевого Красного Знамени Монгольской Народной Республики.
С 19 ноября 1939 года Смушкевич — начальник ВВС РККА.
Принимал, как начальник ВВС, участие в советско-финляндской войне 1939—1940 годов. Смушкевич много сделал для обеспечения боевой работы авиации в тяжелейших зимних условиях войны.
Кандидат в члены ЦК ВКП(б) с 1939 года. Член ЦИК БССР в 1935—1936 годах. Депутат Верховного Совета СССР 1-го созыва.
4 апреля 1940 года ему присвоено очередное воинское звание командарм 2-го ранга.
Когда Литва стала территорией СССР, Смушкевич слетал на родину в литовский город Рокишкис к своим родителям, двум братьям и сестре.
Постановлением Совета народных комиссаров СССР от 4 июня 1940 года Смушкевичу было присвоено воинское звание генерал-лейтенант авиации. В августе 1940 года был переведён на должность генерал-инспектора ВВС РККА, а в декабре того же года — помощника начальника Генерального штаба РККА по авиации.
Генерал-лейтенант отрицательно относился к советско-германским договорённостям 1939 года и не скрывал этого, понимая, что предстоящая война неизбежна.
Он активно координирует работу конструкторских бюро и авиазаводов, ускоряет выпуск новейших моделей самолётов и вооружений. Несмотря на покалеченные в авиакатастрофе ноги, Смушкевич продолжал ездить с инспекторскими проверками. Он старался искать пути для того, чтобы убедить Сталина в необходимости срочного устранения недостатков в развитии советских ВВС, выявившихся в ходе советско-финской войны. В то же время ряд авторов ставят в вину Смушкевичу игнорирование опыта боевых действий ВВС в Испании и Китае, запуск в массовое производство морально устаревшего И-15 и другие решения.
Смушкевич внёс неоценимый вклад в повышение лётно-тактических данных советских самолётов и боевой мощи авиации РККА перед самой Великой Отечественной войной, в которой ему не суждено было участвовать.

### Арест и расстрел
В мае 1941 года были арестованы командующий ВВС Московского военного округа Герой Советского Союза генерал-лейтенант авиации Пётр Пумпур и начальник Главного управления ПВО РККА Герой Советского Союза генерал-полковник Григорий Штерн, воевавшие вместе со Смушкевичем в Испании. Большинство из арестованных генералов были участниками национально-революционной войны в Испании. Их обвиняли в том, что они якобы являлись участниками «военной заговорщической организации», по заданиям которой «проводили вражескую работу, направленную на поражение Республиканской Испании», и тому подобном.
8 июня 1941 года в больнице Смушкевич был арестован органами НКВД СССР по обвинению в участии в военной заговорщической организации, по заданиям которой в числе других арестованных проводил «вражескую работу, направленную на поражение Республиканской Испании, снижение боевой подготовки ВВС Красной Армии и увеличение аварийности в Военно-Воздушных Силах». В тюрьме подвергался пыткам. В это время в его московской квартире, в знаменитом Доме на набережной, всё перевернули вверх дном, ища улики.
Несмотря на отсутствие объективных доказательств виновности Смушкевича в совершении тяжких государственных преступлений, он, в числе других 25 арестованных, 28 октября 1941 года без суда был расстрелян согласно предписанию Л. П. Берии за номером 2756/Б от 18 октября 1941 года, а заместитель наркома внутренних дел СССР Кобулов Б. З. и Влодзимирский Л. Е. в 1942 году задним числом сфальсифицировали заключение о расстреле Смушкевича, заведомо ложно указав в нём, что предъявленное ему обвинение доказано.
Позже его семью (жену и дочь) арестовали и сослали в 1943 году в Карагандинскую область — вначале в лагерь, потом на вечное поселение в Казахстане. Постановление об их аресте подписал Берия: «Ученицу средней школы Смушкевич Розу Яковлевну как дочь изменника родины, приговорить к 5 годам лишения свободы с отбыванием срока в трудовых исправительных лагерях Карлаг с последующей пожизненной ссылкой». Вернулись они в Москву в апреле 1954 года, с помощью маршала Г. К. Жукова получили квартиру.
Указом Президиума Верховного Совета СССР от 21 марта 1947 года Смушкевич был лишён звания Дважды Героя Советского Союза и всех государственных наград.
В 1954 году (после смерти Сталина и Берии) был посмертно реабилитирован. Звание Дважды Героя Советского Союза и награды возвращены Указом Президиума Верховного Совета СССР от 15 марта 1957 года.

## Награды
- Дважды Герой Советского Союза. Награждён двумя медалями «Золотая Звезда» (№ 29 от 21 июня 1937 года, № 5 от 17 ноября 1939 года);
- Два ордена Ленина (3.01.1937, 21.06.1937);
- Юбилейная медаль «XX лет Рабоче-Крестьянской Красной Армии» (22.02.1938);
- Орден Красного Знамени (Монголия, 1939).

## Семья
Жена — Бася Соломоновна Смушкевич (Гольфанд). Жена Смушкевича с 1922 года, родом из Белоруссии. 26 июня 1943 года Особое совещание при НКВД СССР приговорило её и дочь Розу, как членов семьи изменника Родины, к пяти годам исправительно-трудовых лагерей и ссылке. Похоронена на мемориальном кладбище авиаторов в Монино под Москвой, рядом — памятник её мужу.
Дочь — Роза (1925—2017). В начале 2000-х годов после операции у немецких врачей в 2001 году Роза Смушкевич эмигрировала в Германию. Присутствовала в 2008 году на открытии памятника отцу на мемориальном кладбище авиаторов в Монино.
Дочь — Ленина погибла в трёхлетнем возрасте весной 1938 года, выпав с балкона из-за невнимательности няни.

## Воинские звания
- Комбриг — 28.11.1935[17]
- Комкор — 20.06.1937[18], минуя звания комдива
- Командарм 2-го ранга — 04.04.1940[19]
- Генерал-лейтенант авиации — 04.06.1940[20]

## Память
- Первый памятник Якову Смушкевичу поставлен в 1969 году в Рокишкисе. Его автором стал литовский скульптор Константинас Богданас. В 2017 году памятник был демонтирован.
- На Монинском мемориальном военном кладбище Военно-воздушной Академии имени Ю. А. Гагарина в посёлке Монино (Московская область) Я. В. Смушкевичу в 2008 году установлено надгробие-кенотаф, торжественное открытие которого состоялось 17 августа 2008 года[21][22].
- В 1987 году в Витебске именем Я. В. Смушкевича названа улица.
- Под Самарой на месте расстрела установлен памятный знак, на котором начертано: «Установлен на месте захоронения жертв репрессий 1930—1940-х гг. Поклонимся памяти невинно погибших…[13]»
- В Клайпедской базе тралового флота во времена СССР был большой автономный траулер «Яков Смушкевич».